# Ramatoulie D. K. Sanneh
Ramatoulie D. K. Sanneh ist eine gambische Generalin in den Gambia Armed Forces.

## Leben
Im Mai 2006 wurde sie vom Korporal (Corporal) zum Hauptmann befördert. Ab April 2008 war sie Major. Im Mai 2011 wurde sie vom Rang eines Obersts (Colonel) zur Brigadegeneralin befördert. Sie war damit das erste weibliche Mitglied der gambischen Armee im Generalsrang. Sanneh wurde als Beispiel für eine abnehmende Geschlechterungleichheit und zugleich als Vorbild für andere Frauen benannt.
Im Dezember 2018 äußerte sie sich öffentlich zu geschlechterbezogener Gewalt (gender-based violence).
2010 wurde sie vom gambischen Präsidenten Yahya Jammeh mit dem Order of the Republic of The Gambia in der Stufe Member ausgezeichnet.